# MTV Europe Music Awards 2009
16-я церемония MTV Europe Music Awards прошла 5 ноября 2009 года на арене O2 World, а также у подножия Бранденбургских ворот в Берлине (Германия). Ведущей церемонии была американская певица Кэти Перри. MTV EMA 2009 стала 4-й церемонией проходившей в Германии и 2-й проходившей в Берлине (Первая MTV EMA также состоялась в Берлине в 1994 году). Открывала церемонию певица и ведущая вечера — Кэти Перри, исполнившая попурри из песен-номинантов в категории Лучшая песня. Также на церемонии выступили такие звезды как: Shakira, Green Day, Jay-Z, Beyonce, U2, Leona Lewis, Foo Fighters и Tokio Hotel.
Абсолютной фавориткой вечера стала американская R&B-дива Beyonce, получившая сразу 3 награды: Лучшая песня, лучшая исполнительница и лучшее видео. Специальный приз Free Your Mind получил Михаил Горбачёв.

## Номинанты
Победители выделены жирным шрифтом.

### Лучшая песня
- Beyoncé — «Halo»
- The Black Eyed Peas — «I Gotta Feeling»
- David Guetta (featuring Kelly Rowland) — «When Love Takes Over»
- Kings of Leon — «Use Somebody»
- Леди Гага — «Poker Face»

### Лучшее видео
- Beyoncé — «Single Ladies (Put a Ring on It)»
- Eminem — «We Made You»
- Кэти Перри — «Waking Up in Vegas»
- Shakira — «She Wolf»
- Бритни Спирс — «Circus»

### Лучшая исполнительница
- Beyoncé
- Леди Гага
- Леона Льюис
- Кэти Перри
- Shakira

### Лучший исполнитель
- Eminem
- Jay-Z
- Mika
- Kanye West
- Робби Уильямс

### Лучшая группа
- The Black Eyed Peas
- Green Day
- Jonas Brothers
- Kings of Leon
- Tokio Hotel

### Лучший новый исполнитель
- La Roux
- Леди Гага
- Daniel Merriweather
- Pixie Lott
- Тейлор Свифт

### Лучший рок исполнитель
- Foo Fighters
- Green Day
- Kings of Leon
- Linkin Park
- U2

### Лучший альтернативный исполнитель
- The Killers
- Muse
- Paramore
- Placebo
- The Prodigy

### Лучший Urban исполнитель
- Ciara
- Eminem
- Jay-Z
- T.I.
- Kanye West

### Лучшее живое выступление
- Beyoncé
- Green Day
- Kings of Leon
- Леди Гага
- U2

### Лучшее выступление в рамках «MTV World Stage»
- Coldplay
- Kid Rock
- Kings of Leon
- Леди Гага
- Linkin Park

### Прорыв года
- Hockey
- La Roux
- Little Boots
- Daniel Merriweather
- Metro Station
- Pixie Lott
- The Veronicas
- White Lies

### Лучший европейский исполнитель
- Дима Билан
- Deep Insight
- Doda
- Lost
- maNga

## Региональные награды

### Лучший новый исполнитель Великобритании и Ирландии
- Florence and the Machine
- La Roux
- Pixie Lott
- The Saturdays
- Tinchy Stryder

### Лучший немецкий исполнитель
- Jan Delay
- Peter Fox
- Silbermond
- Söhne Mannheims
- Sportfreunde Stiller

### Лучший датский исполнитель
- Dúné
- Jooks
- L.O.C.
- Medina
- Outlandish

### Лучший финский исполнитель
- Apulanta
- Cheek
- Deep Insight
- Disco Ensemble
- Happoradio

### Лучший норвежский исполнитель
- Donkeyboy
- Maria Mena
- Paperboys
- Röyksopp
- Yoga Fire

### Лучший шведский исполнитель
- Agnes
- Darin
- Adiam Dymott
- Mando Diao
- Promoe

### Лучший итальянский исполнитель
- Giusy Ferreri
- Tiziano Ferro
- J-Ax
- Lost
- Zero Assoluto

### Лучший голландский/бельгийский исполнитель
- The Black Box Revelation
- Alain Clark
- Esmée Denters
- Fedde le Grand
- Milow

### Лучший французский исполнитель
- David Guetta
- Orelsan
- Rohff
- Olivia Ruiz
- Sliimy

### Лучший польский исполнитель
- Afromental
- Ania Dąbrowska
- Doda
- Ewa Farna
- Jamal

### Лучший испанский исполнитель
- Fangoria
- Macaco
- Nena Daconte
- Russian Red
- We Are Standard

### Лучший российский исполнитель
- Дима Билан
- Centr
- Каста
- Сергей Лазарев
- Тимати

### Лучший румынский исполнитель
- David Deejay (featuring Dony)
- Inna
- Puya (featuring George Hora)
- Smiley
- Tom Boxer (featuring Jay)

### Лучший португальский исполнитель
- Buraka Som Sistema
- David Fonseca
- Os Pontos Negros
- X-Wife
- Xutos e Pontapés

### Лучший адриатический исполнитель
- Darkwood Dub
- Dubioza Kolektiv
- Elvis Jackson
- Lollobrigida Girls
- Superhiks

### Лучший исполнитель Прибалтики
- Chungin & the Cats of Destiny
- DJ Ella
- Flamingo
- Leon Somov & Jazzu
- Popidiot

### Лучший арабский исполнитель
- Rashed Al-Majed
- Joe Ashkar
- Darine Hadchiti
- Amr Mostafa
- Ramy Sabry

### Лучший венгерский исполнитель
- Esclin Syndo
- The Idoru
- The Kolin
- The Moog
- Zagar

### Лучший турецкий исполнитель
- Bedük
- Atiye Deniz
- Kenan Doğulu
- Nil Karaibrahimgil
- maNga

### Лучший украинский исполнитель
- Antytila
- Druga Rika
- Green Grey
- KAMON!!!
- Lama

### Лучший греческий исполнитель
- Monika
- Matisse
- Onirama
- Helena Paparizou
- Professional Sinnerz

### Лучший израильский исполнитель
- Assaf Amdursky
- Asaf Avidan & the Mojos
- Infected Mushroom
- Ninet Tayeb
- Terry Poison

### Лучший швейцарский исполнитель
- Lovebugs
- Phenomden
- Ritschi
- Seven
- Stress

## Выступали
- Katy Perry — открытие
- Green Day
- Beyoncé
- Jay-Z (featuring Bridget Kelly)
- Foo Fighters
- U2
- Shakira
- Tokio Hotel
- Leona Lewis
- U2 and Jay-Z — закрытие

## Участники
- Pete Wentz
- Бар Рафаэли
- Джосс Стоун
- Владимир Кличко
- Дэвид Хассельхофф
- Dave Batista
- Джульетт Льюис
- Lil Kim
- Жан Рено
- Jonas Brothers
- Backstreet Boys
- Джесси Меткалф
- David Guetta
- Азия Ардженто
- Миранда Косгров
- Brody Jenner